# Odéon (stanice metra v Paříži)

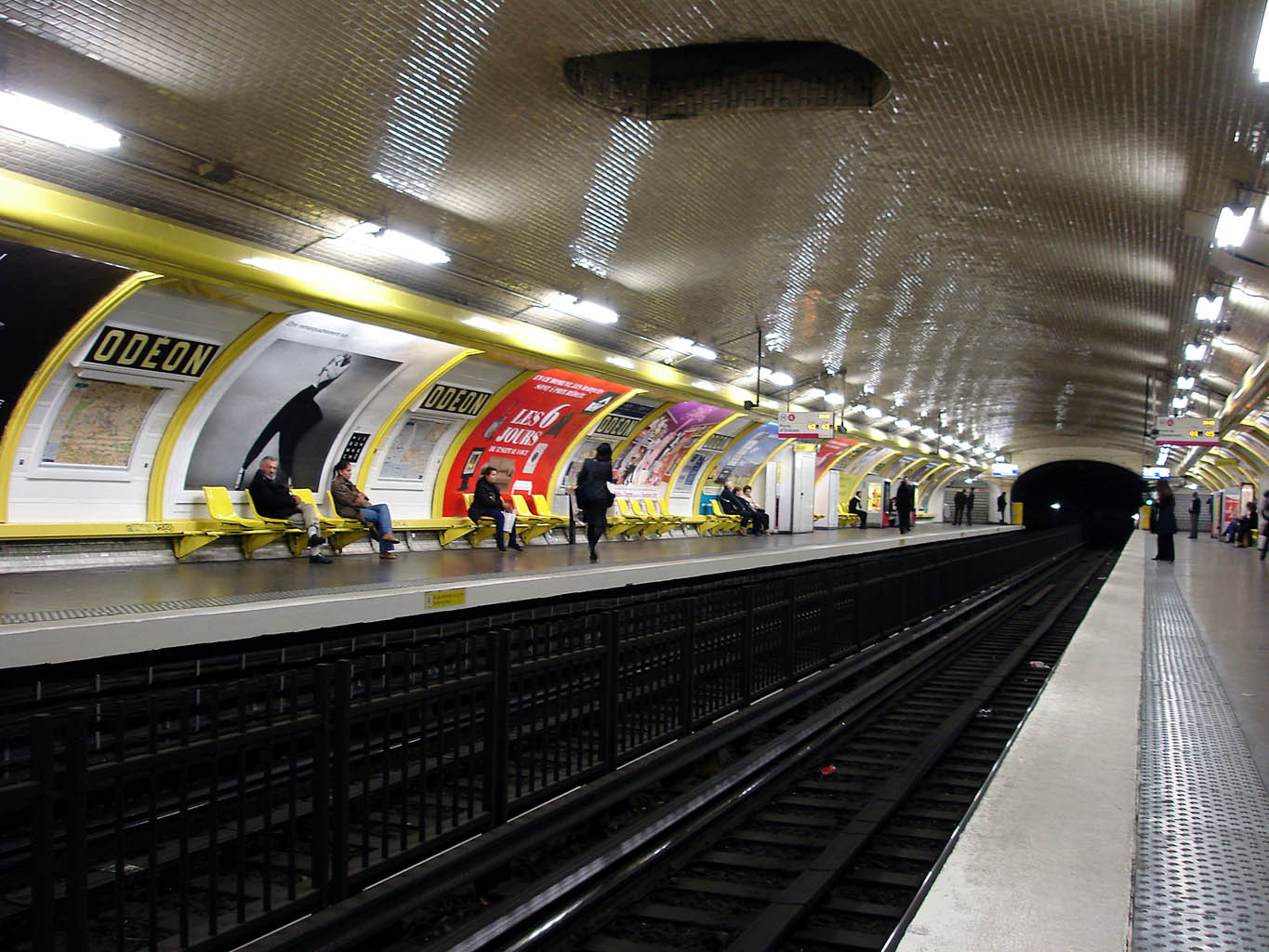
Nástupiště linky 4

Odéon je přestupní stanice pařížského metra mezi linkami 4 a 10 v 6. obvodu v Paříži. Nachází se pod náměstím Place Henri-Mondor a pod Boulevardem Saint-Germain, kudy vede linka 10.

## Historie
Stanice byla otevřena 9. ledna 1910 jako součást úseku Pont Notre-Dame (Châtelet) ↔ Raspail, který spojoval severní a jižní část linky 4.
Nástupiště linky 10 bylo zprovozněno 14. února 1926, když sem byla prodloužena trať ze sousední stanice Mabillon. Do 15. února 1930 zde linka končila, než byla rozšířena po Place d'Italie (dnes na lince 7).

## Název
Jméno stanice je odvozeno od názvu náměstí Carrefour de l'Odéon podle zdejšího divadla Odéon.

## Vstupy
Stanice má vchody:
- Carrefour de l'Odéon
- Boulevard Saint-Germain u domů č. 93 a 108

## Zajímavosti v okolí
- Latinská čtvrť
- Palais du Luxembourg
- Théâtre de l'Odéon